# Madirac
Madirac är en kommun i departementet Gironde i regionen Nouvelle-Aquitaine i sydvästra Frankrike. Kommunen ligger i kantonen Créon som tillhör arrondissementet Bordeaux. År 2022 hade Madirac 297 invånare.

## Befolkningsutveckling
Antalet invånare i kommunen Madirac
Referens:INSEE